# 陳添平
陳添平（越南语：／；？—1406年），一作陳天平，是越南胡朝時期一位皇位覬覦者。
根據《大越史記全書》記載，陳添平原名阮康，是陳朝宗室陳元輝的家奴。1400年，陳朝權臣胡季犛篡奪了皇位，建立胡朝。阮康改名陳添平，於1404年自哀牢（今寮國）逃入明朝境內，自稱是陳藝宗的兒子，控訴胡季犛篡位之事。明成祖得知後，派遣御史李錡前往安南調查此事。李錡歸國後，將胡季犛篡位之事報知明成祖。
1406年，明成祖派遣征南將軍右軍都督同知韓觀、參將都督同知黃中率廣西兵十萬壓境，聲稱要護送陳添平歸國即位。黃中率先鋒部隊護送陳添平入冷涇關，擊敗胡軍，胡元澄敗逃。胡季犛詭稱投降，同意陳添平歸國即位，並讓右聖翊軍將胡射、北江聖翊軍將陳挺先伏兵於支棱關，對明軍進行截擊。黃中孤軍深入被包圍，派使者送信給胡射，聲稱發現陳添平並不受安南人的擁護，懷疑其並非安南王子，將陳添平移交給了安南方面，方才得脫。
胡射將陳添平押往西都審訊，問其真實身份，陳添平始終不答。胡季犛下令，有認識者賞爵一資，方才得知他是陳元輝的家奴，便將他以大逆罪凌遲處死。被俘的明軍士兵發配乂安種田，官吏則留在西都，交給貴人家收養。
陳添平被殺一事激怒了明成祖，成為明入越的直接起因。